# 주관적 관념론

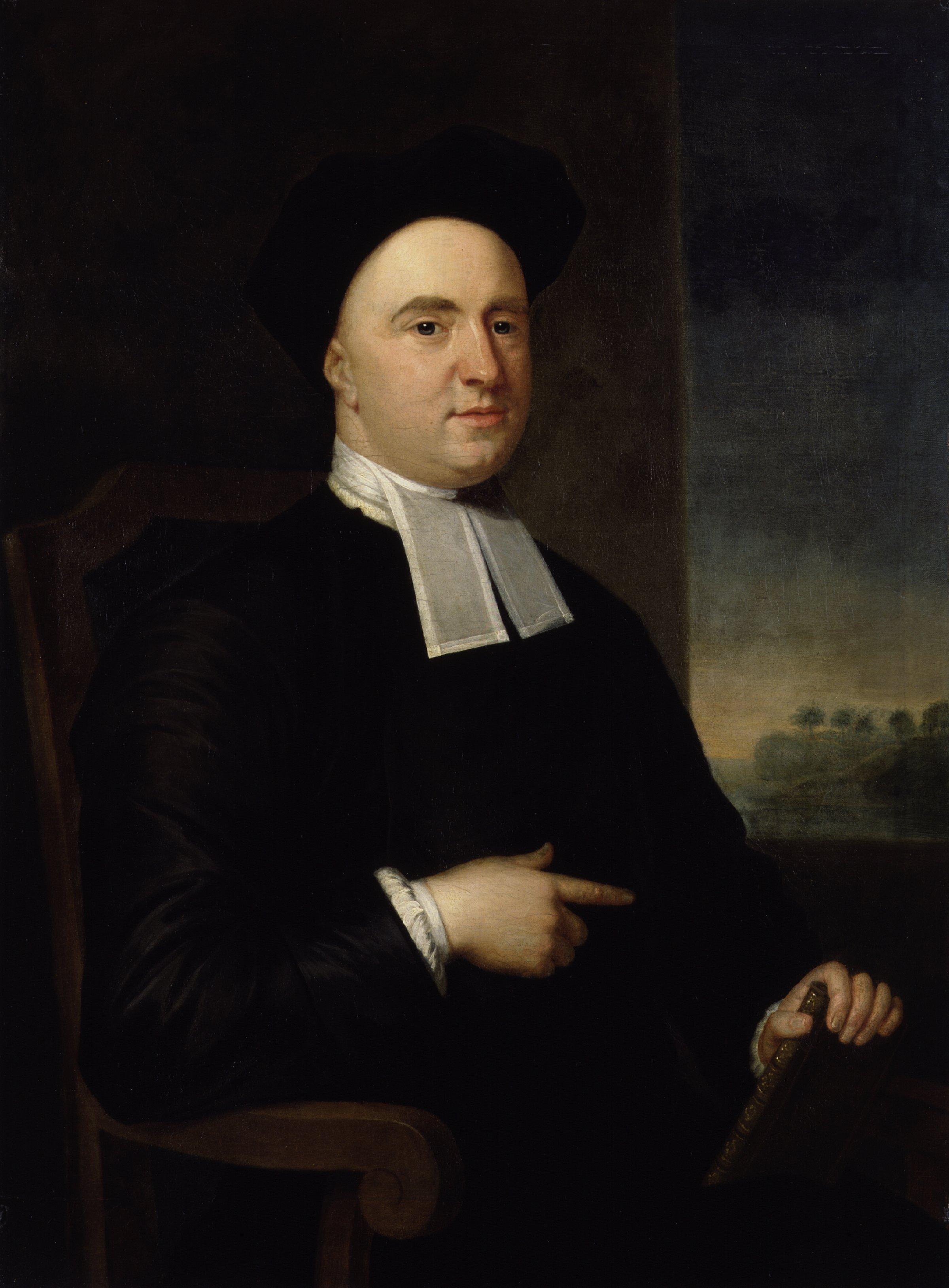
조지 버클리는 주관적 관념론을 발전 시켰다고 인정 받고 있다.

주관적 관념론 (主觀的觀念論), 또는 경험적 관념론 (經驗-)은 마음과 정신 내용만 존재한다는 철학적 일원론의 한 형태이다. 이는 물질적 사물이 존재하지 않는다는 교리인 비물질주의를 수반하고, 일반적으로 동일시되거나 관련된다. 주관적 이상주의는 이원론, 중립 일원론, 물질주의를 거부한다. 실제로, 제거적 유물론, 즉 (감정, 신념 또는 욕망과 같은) 정신 현상의 전체 또는 일부 부류가 존재하지 않고 순수한 환상이라는 교리의 반대이다.

## 개요
주관적 관념론은 즉시 지각된 것에 특별한 지위를 부여하는 현상주의 또는 경험주의와 정신에 특별한 지위를 부여하는 관념론의 융합이다. 관념론은 비정신적인 것의 인식 가능성이나 존재를 부정하는 반면, 현상주의는 정신적인 것을 경험적인 것으로 제한하는 역할을 한다. 따라서 주관적 관념론은 정신적 현실을 일상적 경험의 세계와 동일시하며, 이 현실이 범신론처럼 어떤 식으로든 "신성한" 것인지에 대해 언급하지 않으며, 이 현실이 절대적 관념론처럼 근본적으로 통일된 전체인지 여부에 대해서도 언급하지 않는다. 이러한 형태의 관념론은 객관적인 실재가 있다는 것을 부정하기 때문이 아니라, 이 실재가 그것을 인식하는 주체의 마음에 완전히 의존한다고 주장하기 때문에 "주관적"이다.
주관적 관념론자로 식별할 수 있는 최초의 사상가는 경험의 세계를 주관적 인식의 흐름으로 축소한 인도 불교의 유가행파 학파의 구성원이었다. 주관적 관념론은 18세기 유럽 조지 버클리의 저술에서 두드러지게 나타났다. 그는 마음에 독립적인 실재라는 관념이 일관성이 없으며 세상은 인간과 신의 마음으로 구성되어 있다고 결론지었다. 후속 작가들은 버클리의 회의적인 주장과 계속 씨름해 왔다. 이마누엘 칸트는 버클리의 비물질주의를 거부하고, 정신 독립 세계를 존재하지만 그 자체로는 인식할 수 없는 것으로 보는 초월적 관념론으로 대체함으로써 대응했다. 칸트 이래로 진정한 비물질주의는 희귀한 상태로 남아 있었지만 현상주의, 주관주의, 관점주의와 같은 부분적으로 겹치는 운동에 의해 살아 남았다.

## 같이 보기
- 무우주론
- 돌에 호소
- 합의 현실
- 분할선
- 경험적 사실주의
- 첫 원인
- 히포케이메논
- 무형
- 일곱째 편지
- 실질적 형태